# Elyita
La elyita es un mineral de la clase de los sulfatos, que se encontró en 1964 en una zona de las labores de interior de la mina de la empresa Silver King Mines, Inc, en Ward, Nevada (USA). Su nombre es un homenaje a John H. Ely, un pionero de la minería en Nevada.

## Características físicas y químicas
La elyita es un sulfato básico de plomo y cobre, formado por la alteración de otros minerales, en paragénesis naturales o en escorias antiguas abandonadas al aire libre. Es de un color violeta característico, con morfología acicular, lo que, teniendo en cuenta la paragénesis, lo hace prácticamente inconfundible. Este color se debe probablemente a su estrcutura, con una coordinación planar cuádruple del cobre.

## Yacimientos
Inicialmente la elyita se consideró un mineral extraordinariamente raro, ya que en la localidad tipo, el túnel Caroline de la mina de la empresa Silver King Mines, Inc, en Ward, Nevada (USA) se encontraron solamente unos pocos ejemoplares, con un total de unos 50 mg de mineral. Se encontraba asociada a galena pulverumenta en pequeñas cavidades de una asociación de sulfuros polimetálicos. Actualmente se conoce en varias decenas de yacimientos, pero la gran mayoría de ellos no son propiamente yacimientos naturales, sino acumulaciones de escorias antiguas, en los que este mineral se forma con relativa facilidad. Además de la localidad tipo, extinta incluso antes de la descripción de la especie como tal puede destacarse, entre las localidades en las que aparece en entornos naturales, la mina de  Altemannfels, Badenweiler, en la Selva Negra (Alemania) y  la mina Llechwedd Helyg, en Trefeirig,  Ceredigion, Gales (Reino Unido). En España se ha encontrado, en escorias de fundición antiguas, en la fundición de La Cruz, Linares, Jaén.